# 진천 석장리 유적
진천 석장리 유적(鎭川 石帳里 遺蹟)은 충청북도 진천군 덕산읍 석장리에 있는 삼국시대의 철 생산 또는 철제품 제작과 관련된 노적(爐蹟) 유적이다. 2002년 4월 26일 충청북도의 기념물 제124호로 지정되었다.

## 개요
진천 석장리 유적은 미호천 상류에 형성된 충적대지와 노령화된 낮은 구릉지대로 이루어진 지역에 위치하고 있는데, 해발 105m 내외의 야산에서 북쪽으로 뻗어내린 완만한 구릉의 서쪽 경사면에 자리하고 있다.
이 유적은 국립청주박물관이 실시한 진천군 문화유적 지표조사에서 찾아진 유적으로 1994년부터 1997년까지 4차년에 걸쳐 발굴조사되었는데, 발굴지역에서 모두 36기의 철 생산 또는 철제품 제작과 관련된 노적(爐蹟)이 확인되었다.
유적은 낮은 구릉의 작은 골짜기를 이루는 경사지를 이용하여 한정된 공간에 다양한 노적이 밀집해 있었다. 제련에서 단야(鍛冶)까지 일련의 공정을 확인할 수 있었으며, 규모와 형태에 있어서도 장방형의 대형상형로(大形箱型爐)·원형로·방형로·장방형로 등 다양하게 조사되었다.
노(爐)의 구조적인 면에서는 경사지를 이용하여 간단한 기초시설을 한 지하식과 반지하식이 확인되었다. 특히 외곽에 ＇ㄷ＇자 모양의 구덩이를 파고 그 내부에 노를 축조한 사실이 확인되었다.
연대는 출토된 유물을 통해서 볼 때 대체로 3세기부터 5세기 초까지 이 지역에서 장기간에 걸쳐 철 생산활동이 지속적으로 이루어졌음을 알 수 있게 한다.
진천 석장리 고대철생산 유적은 고대 국가 형성과정의 중요한 경제적 기반이 되었던 철 생산의 양상을 밝히는 중요한 유적으로, 다양한 노의 형태와 구조가 비교적 잘 남아 있어 고대 제련로의 복원에 중요한 자료로 평가된다.

## 참고 문헌
- 진천 석장리 유적 - 국가유산청 국가유산포털